# ديوك لاكروا
ديوك لاكروا (بالإنجليزية: Duke Lacroix) (14 أكتوبر 1993 في الولايات المتحدة - ) هو لاعب كرة قدم أمريكي في مركز الهجوم. لعب مع إندي إليفن وOcean City Nor'easters ‏.

## وصلات خارجية
- ديوك لاكروا على موقع قاعدة بيانات كرة القدم.إي يو (الإنجليزية)
- ديوك لاكروا على موقع ناشيونال فوتبول تيمز (الإنجليزية)